# Alice Gulliver
Alice Gulliver es una bruja ficticia que aparece en los cómics estadounidenses publicados por Marvel Comics.
El personaje fue interpretado por Ali Ahn en la serie web de Disney+ Agatha All Along (2024), perteneciente al Universo Cinematográfico de Marvel.

## Concepto y creación
El personaje apareció por primera vez en el comic estadounidense Doctor Strange: Last Days of Magic #1, publicado en abril de 2016, y fue creada por James Robinson y Mike Perkins.

## Biografía ficticia
Alice Gulliver es la hija de la guardiana mística de Hong Kong, August Wu de Coral Shore, y un padre policía humano, Adam Gulliver; por último Lucifer es pronta protagonista en los siguientes episodios de la serie. Ahora continuaremos lo dicho de la primera estrofa de Alice.
Ella conoció al Doctor Strange cuando vino a ayudar a August Wu en un caso. Algún tiempo después, August Wu fue asesinada por un demonio, lo que provocó que el cabello negro de Alice se volviera repentinamente de un tono rojo coral, al igual que el de su madre. Al crecer, ella se convirtió en una oficial de policía como su padre mientras también luchaba contra entidades demoníacas bajo el nombre de The Wu.
Adam fue asesinado más tarde por las Tríadas chinas, lo que empujó a Alice más hacia su carrera. Más tarde conoció a la Bruja Escarlata y las dos se unieron para derrotar a Dark Tongji. A pesar de sus habilidades mágicas, Alice lo derrotó con una simple bala.
Alice es vista más tarde entre los numerosos usuarios de magia que Bruja Escarlata visita después de notar una serie de crímenes basados en magia en todo el mundo.

## Poderes y habilidades
Alice heredó la afinidad mágica de su madre. Para mantener un perfil bajo, rara vez usaba la magia directamente y, en cambio, imbuía sus armas con maleficios y hechizos invisibles para los ojos normales.

## En otros medios
La Wu aparece en Agatha All Along (2024), interpretada por Ali Ahn. Esta versión es Alice Wu-Gulliver, una ex oficial de policía y guardia de seguridad cuya madre Lorna era una famosa cantante y bruja antes de perderse en el Sendero de las Brujas. Además, Alice es retratada con cabello negro con reflejos rojos. Alice se unió al aquelarre de Agatha Harkness para recorrer el Sendero de las Brujas, sugiriendo que así podría aprender la verdad de lo que le sucedió a su madre y conocer más sobre su maldición.  Al final de la tercera prueba, Alice muere después de que su magia es absorbida por una Agatha poseída y su alma ahora es reclamada por Rio Vidal / Muerte, quién le dijo que ella murió por intentar salvar a Harkness ya que su rol es ser una bruja de protección y así como tal es que terminó aceptando su destino final.